# Gidsken Jakobsen
Pour les articles homonymes, voir Jakobsen.
Gidsken Jakobsen, née le 1er août 1908 et morte le 13 juin 1990, est une aviatrice norvégienne.

## Biographie
Gidsken Jakobsen est une des pionnières des lignes aériennes en Scandinavie. Elle fut la deuxième femme pilote brevetée en Norvège. 